# Цзиньтяньское восстание
Цзиньтяньское восстание (кит. 金田起义) — вооруженное восстание, начатое Хун Сюцюанем, основателем и лидером китайской христианской организации против Цинской империи.
Весной 1850 года Хун Сюцюань счёл обстановку в стране благоприятной для восстания и приказал 10 тысячам своих последователей сконцентрироваться в районе села Цзиньтянь на юге провинции Гуанси. Сюда прибыли отряды Ян Сюцина, Сяо Чаогуя и Вэй Чанхуэя. Против повстанцев был послан во главе армии У Ланьтай, командующий манчжурским гарнизоном в Кантоне. Он вступил в Гуанси в мае 1850 года, но и его войска были разбиты. В августе в район Цзиньтянь пробился с четырёхтысячным отрядом Ши Дакай.
К ноябрю 1850 Хун Сюцюань и его соратники Ян Сюцин, Ши Дакай, Фэн Юньшань, Сяо Чаогуй, Вэй Чанхуэй и другие собрали 20-тысячное войско и начали военные действия против правительственных сил под лозунгом борьбы за равенство. Силы повстанцев быстро росли, и в конце 1850 года они нанесли несколько поражений цинским войскам. 11 января 1851 года в Цзиньтяне было объявлено о вооружённом выступлении против династии Цин для создания Небесного государства Великого благоденствия. Хун Сюцюаня стали именовать тяньван («небесный князь»).
В апреле 1851 года гуансийский губернатор в своем письме к губернатору провинции Хубэй следующим образом характеризовал повстанческую армию: «Хун Сюцюань — человек опасного характера и сведущий в старинном китайском военном искусстве. Он всегда скрывает свои силы, когда убежден в их сравнительной малочисленности, но энергично нападает, когда чувствует свое превосходство. Он постоянно
платит нам двумя поражениями за одну неудачу. Однажды мне удалось получить книжку, объясняющую организацию его армии: это есть сочинение Сыма, времен династии Чжоу. Каждая дивизия имеет генерала, каждый полк — полковника. В армии состоит 13 270 человек. Силы повстанцев разделены на 9 корпусов. Повстанцы умножаются все более, и наши войска, чем больше дерутся с ними, тем больше начинают
страшиться их. Они могущественны, свирепы и не могут быть никакими способами приведены в порядок; их уставы и правила определенны и строги».
В 1851 году тайпины отбили новые атаки правительственных войск и двинулись на север Гуанси. 27 августа 1851 года повстанцы штурмом овладели крупным городом Юнъань. Все мандарины в городе были убиты, вся казна, амбары и склады были конфискованы. Тайпины создали своё правительство. Обосновавшись в Юнъане и создав здесь свою базу, повстанцы совершали систематические набеги на отряды правительственных войск, разбивали их поодиночке и разоружали, вооружая за их счет свою армию. Так у повстанцев появились пушки, порох, ружья.
К концу 1851 года повстанческая армия в Гуанси уже насчитывала в своих рядах более 30 000 бойцов.